# Jung y la creación de la psicología moderna
Jung y la creación de la psicología moderna. El sueño de una ciencia (en inglés Jung and the Making of Modern Psychology: The Dream of a Science) es una obra sobre psicología analítica e historia de la psicología publicada en el año 2003 y escrita por el autor, editor y profesor de la University College de Londres Sonu Shamdasani.

## Sinopsis
Entre 1870 y 1930 se establecieron las principales escuelas de la psicología moderna, y una de las figuras fundamentales fue Carl Gustav Jung.
Pero ¿quién es Jung y cómo hay que enfocar su psicología? Desde hace décadas el número de opiniones e interpretaciones sobre él se han multiplicado extensamente. Su figura produce mitos, leyendas y ficciones, y su obra ha influido tanto en diferentes estratos culturales que su nombre es uno de los primeros que acuden a la mente al mencionar la palabra psicología.
Esta obra es un libro sobre Jung y sobre el surgimiento y desarrollo de la psicología y las terapias modernas. Basada en fuentes reales y cotejadas, trata las principales cuestiones de la obra de Jung, reconstruye el contexto en el que el autor la elaboró y sitúa su gestación y evolución de forma paralela al desenvolvimiento de las ciencias humanas y naturales.
La psicología está hoy firmemente asentada y se ha convertido en un fenómeno de la vida contemporánea que requiere una explicación urgente. De ahí que reconstruirla mediante un relato histórico resulte esencial para comprender no sólo el desarrollo de las sociedades occidentales modernas, sino también el sustrato en el que descansa nuestro presente.

## Edición en castellano
- Shamdasani, Sonu (2018). Jung y la creación de la psicología moderna. Colección Memoria mundi 124. Traducción Fernando Borrajo, correcciones Enrique Galán Santamaría, cartoné, 660 páginas. Vilaür: Ediciones Atalanta. ISBN 978-84-949054-0-7.

- Datos: Q125526523